# François Caillat
François Caillat (Villerupt, Lorena, 21 de octubre de 1951) es un director de cine francés. En 2014 dirigió el documental Foucault contre lui-même, de 52 minutos.

## Biografía
Licenciado en Filosofía, ha sido profesor de Filosofía. Tras una etapa académica (profesor de filosofía, estudios de música y etnología), François Caillat se dedicó a la grabación de cortometrajes, películas musicales y una serie de documentales cortos. Desde mediados de la década de 1990, estuvo involucrado en la realización de películas en la frontera entre el documental y el ensayo : largometrajes producidos para el cine o la televisión (Canal Arte), retratos de intelectuales y escritores.

## Cinematografía
Caillat se inició con un documental de 54 minutos, Le Troisième Œil (El tercer ojo, 1993). En 1997 rodó La quatrième génération, un documental de 80 minutos de duración. En 2004 dirigió El caso Valérie, una película de 73 minutos producida por Archipel 33 y Arte, en colaboración con el Institut National de l'Audiovisuel (INA) de Francia.

### Cine de equivalencias
Caillat está interesado en un cine experimental, entre documental y narrativo, que mezcla soportes y formatos. Frente a un relato sencillo o tradicional, su cine propone varios hilos o tramas argumentales, que procura ir tejiendo y destejiendo para adentrarse en el trasfondo de la realidad y dar unidad a la obra. Cercano a un cine que podríamos llamar simbolista, cada soporte corresponde a un nivel del relato, y cada formato es una manera de construir y de contar la historia. Su intención es hacer una polifonía, contar la misma historia en distintos niveles simultáneos. Se le ha llamado cine de equivalencias. 

Se trata de buscar traducciones, pero no rigurosas, sino asociaciones y hacer cine es siempre eso, uno cuenta historias con muchas cosas, con colores, sonidos, imágenes; siempre estamos tratando de buscar equivalencias para las palabras. Están las palabras, pero ellas son un nivel, no el único. Yo no hago un cine didáctico, no es un cine que ilustre. La asociación es una posibilidad sobredeterminada para que haya siempre muchas posibilidades para el espectador.
F. Caillat.

## Filmografía
- 1993 – Le Troisième Œil - 54 minutos
- 1997 – La Quatrième Génération - 80 minutos
- 1998 – L'homme qui écoute - 90 minutos
- 2000 – Naissance de la parole - 56 minutos
- 2001 – Trois Soldats allemands - 75 minutos
- 2001 – Beyrouth, trois visages de la mémoire - 26 minutos
- 2004 – L’Affaire Valérie - 75 minutos
- 2005 – Julia Kristeva, étrange étrangère - 60 minutos
- 2007 – Bienvenue à Bataville - 90 minutos
- 2008 – J.M.G. Le Clézio entre les mondes - 52 minutos
- 2012 – Une jeunesse amoureuse - 105 minutos
- 2014 - Foucault contre lui-même - 52 minutos